# Vidéotron
Pour l’article homonyme, voir Le SuperClub Vidéotron.
Vidéotron S.E.N.C. est l'une des principales compagnies de télécommunications du Canada. Fondée en 1964, elle est active dans les domaines de la câblodistribution, de l'accès Internet, de la téléphonie par câble et de la téléphonie sans-fil dans la plupart des marchés résidentiels et commerciaux du Québec, et aussi des villages de l'Ontario. C'est une filiale de Québecor Média.
Le principal concurrent de la société est Bell Canada, qui offre elle aussi des services résidentiels et commerciaux au Québec.

## Historique

### Des débuts aux années 2000

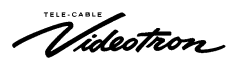
Logo de Télécâble Vidéotron en 1964.

Fondée en 1964 par André Chagnon, Roger Jauvin, Pierre Hébert et trois autres actionnaires sous le nom Télécâble Vidéotron ltée, est construit le premier réseau de câblodistribution dans le nord de Montréal et dans certains secteurs de Laval sous la direction de André Chagnon.
De 1966 à 1969, Vidéotron s'étend et se modernise en acquérant plusieurs petits réseaux de distribution par câble dans la plupart des régions du Québec.
En 1969, l'entreprise offre le premier service télé à la carte sous le nom de Sélecto-TV.
En 1974, un réseau bi-directionnel est créé à Saint-Jérôme, l'un des premiers au monde à l'époque.
En 1980, Vidéotron acquiert Câblevision Nationale, devenant ainsi le plus important câblodistributeur au Québec.
Le 20 novembre 1985, en vue d'obtenir des fonds pour de futurs investissements, la compagnie est cotée en bourse.
Le 14 juillet 1986, Vidéotron fait l'acquisition de Télé-Métropole, principale station de télévision privée à Montréal (affiliée au réseau TVA) et devient l'un des acteurs majeurs dans l'industrie des communications au Québec. Le Conseil de la radiodiffusion et des télécommunications canadiennes (CRTC) appouve la transaction le 28 janvier 1987.
En 1989, la société ouvre les premiers magasins de location vidéos sous la marque Le SuperClub Vidéotron. Un premier réseau de fibre optique est créé entre les villes de Québec et Montréal.

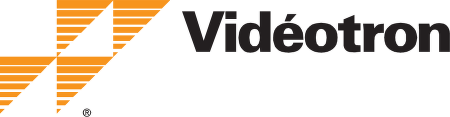
Logo de Vidéotron des années 1980 à 2001.

Le 24 janvier 1990, Vidéotron lance un système innovateur interactif en câblodistribution nommé Vidéoway.
Dès 1995, Vidéotron devient un fournisseur d'accès à Internet, en offrant un service par modem et par câble qui comptait 638 000 clients en 2005.
En 1997, CF Cable TV, desservant principalement la clientèle anglophone dans les territoires de l'ouest de Montréal et de Laval est acquise par Vidéotron.
Le 29 mars 1999, Vidéotron lance son service de télévision numérique sur le territoire de Montréal.

### L'ère Québecor
L'entreprise est rachetée par Québecor en août 2000, pour la somme de 4,9 milliards CAD. La transaction est conclue après une série d'offres publiques d'achat mettant en concurrence le groupe québécois Québecor, appuyé par la Caisse de dépôt et placement du Québec et le géant canadien de la câblodistribution Rogers Communications de Toronto. Le CRTC approuve le transfert des opérations de Vidéotron le 23 mai 2001, exigeant en échange que Québecor vende le réseau TQS, autre propriété du groupe.

Logo de Vidéotron au rachat par Québecor de 2001 à 2004.

En 2001, la Télé numérique change de nom pour Illico.
En 2003, Vidéotron lance un service de vidéo à la demande et de télévision numérique haute-définition.
En 2005, l'entreprise lance un service de téléphonie résidentielle par câble dans la région métropolitaine de Montréal, qu'elle étend progressivement à l'ensemble des régions qu'elle dessert. Cette même année l'entreprise fusionne ses activités Vidéotron Télécom et Vidéotron ltée en une société unique. En moins d'un an, Vidéotron est devenue le deuxième plus important fournisseur de télécommunications au Québec, après Bell Canada, avec 163 000 abonnés.
En 2006 la société se lance dans la téléphonie mobile, mais ne possède pas son propre réseau.
En 2007, Vidéotron ouvre un centre d'appels en Égypte par l'intermédiaire de la société Xceed qui travaille également pour Microsoft ou General Motors, afin d'étendre la capacité de l'entreprise à répondre aux demandes de renseignements et au suivi techniques des clients.

Logo de Vidéotron de 2004 à 2009.

En août 2007, Vidéotron effectue une révision de son service Internet à Haute-Vitesse illimité résidentiel en limitant son forfait Internet Haute Vitesse Extrême, qui était illimité au niveau de la bande passante depuis sa création en 2002, en instaurant une limite de consommation de 100 Go combinée en amont et en aval, avec des frais de 1,50 CAD par Go supplémentaire. La nouvelle mesure, entrée en vigueur le 1er octobre 2007, provoque une controverse parmi les usagers. Un recours collectif est d'ailleurs intenté à la suite de ce changement de limite de consommation par l'Union des consommateurs du Québec,, avec succès.
Au 31 décembre 2007, Vidéotron comptait 1 638 000 clients abonnés au service de télédistribution classique, incluant 768 000 d'abonnés au service de télédistribution numérique illico télé numérique.
En 2008, Vidéotron déploie la technologie Internet DOCSIS 3.0 Wideband pour permettre le lancement le février 2008, des accès Internet TGV 30 et Internet TGV 50 permettant des vitesses respectives de téléchargement atteignant les 30 Mbit/s et 50 Mbit/s pour répondre aux besoins des internautes en quête de très haute vitesse.
En juillet 2008, Vidéotron annonce avoir atteint le chiffre d'un million d'abonnés à son service internet haute vitesse par câble. En octobre de la même année, Vidéotron injecte 800 M CAD dans son réseau sans-fil évolué.

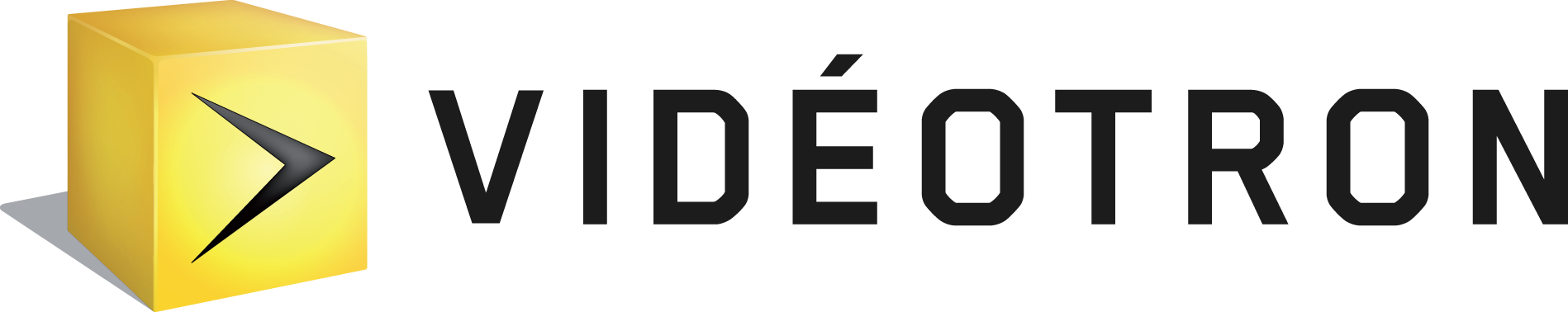
Logo de Vidéotron de 2009 à 2012.

Au printemps 2010, Vidéotron lance IllicoWeb, un service de télévision et de vidéo sur demande accessible par le Web. La compagnie annonce aussi qu'elle devrait lancer son nouveau système de téléphonie mobile à l'automne 2010.
Le 9 septembre 2010, Vidéotron lance son service de téléphonie mobile 3G+. Les abonnés peuvent aussi regarder la télé (IllicoMobile) et programmer leur enregistreur numérique personnel directement à partir de leur téléphone mobile (EnpMobile) : Le tout rebaptisé Illico.

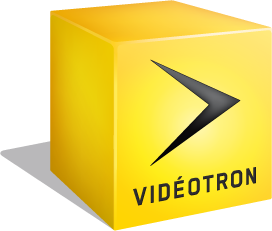
Logo de Vidéotron de 2012 à 2017.

Le 28 mars 2014, Vidéotron conclut une entente avec Apple, pour ajouter la plate-forme iOS à sa gamme de téléphones cellulaires commercialisés, qui comprenait les plateformes Android, Windows et Symbian. Vidéotron atteint le cap des 500 000 clients pour la téléphonie mobile un peu plus tôt durant l'année. Une fusion entre les réseaux mobiles de Rogers Communications et de Vidéotron est faite au printemps 2014.
En juin 2014, Vidéotron Affaires lance le tout premier forfait nord-américain qui inclut un forfait Voix et Données combinées dans sa gamme de forfait[réf. nécessaire], pour tenter d'offrir des forfaits similaires aux forfaits européens, plus avantageux[non neutre].
Le 7 avril 2015, Québécor, gestionnaire du nouvel amphithéâtre de Québec donne le nom de Centre Vidéotron à cet édifice.
En 2017, l'entreprise est condamnée par la Cour d'appel à rembourser ses abonnés, à la suite de ses révisions unilatérales des causes contractuelles en 2007, prévoyant une limitation du débit internet.
En septembre 2018, Vidéotron a lancé la phase test de Fizz, un fournisseur MVNO à faible coût utilisant son réseau.
Le 17 août 2019, le CRTC impose à  Vidéotron et à ses deux concurrents, Bell et Rogers, une baisse du prix de revente de leur réseau aux petits fournisseurs d'accès indépendants, en raison de nombreuses erreurs dans les méthodes de calcul de coût. La décision, rétroactive à 2016, après une première décision temporaire dans le même sens, a pour effet de diviser les tarifs par 10.
Le 27 août 2019, Vidéotron lance Helix, un nouveau service d'Internet et IPTV basé sur la plate-forme X1 de Comcast,.
En décembre 2019, Vidéotron officialise son partenariat avec Samsung pour le déploiement de ses réseaux d'accès LTE-A et 5G au Québec et dans la région d'Ottawa. Cette nouvelle étape permettra à Vidéotron d'accélérer la construction de son réseau de nouvelle génération et de viser une mise en service graduelle en 2020.

### Slogans
- Avant 2009 : « Le pouvoir infini du câble »
- 2009 à 2014 : « Le pouvoir infini »
- Depuis 2015 : « L'infiniment mieux »

## Commanditaires officiels
- Canadiens de Montréal (LNH)
- Alouettes de Montréal (LCF)[20]